# 鴿派
鴿派，一個廣泛用於政治上的名詞，指主張採取柔性溫和或懷柔的態度及手段處理外交、軍事等問題的人士、團體或勢力。反義詞為鷹派。